# Mistrzostwa Polski w piłce siatkowej kobiet (1930)
Mistrzostwa Polski w piłce siatkowej kobiet 1930 – 2. edycja rozgrywek o mistrzostwo Polski w piłce siatkowej kobiet. Rozgrywki miały formę turnieju rozgrywanego w Lublinie. W turnieju mogły wziąć udział drużyny, które zwyciężyły w eliminacjach okręgowych. 

## Rozgrywki
Uczestniczące w mistrzostwach drużyny rozegrały mecz i rewanż (grano na czas).
 Wynik meczu
| Data       | Drużyna 1    | Wynik | Drużyna 2 | Sety  |
| ---------- | ------------ | ----- | --------- | ----- |
| 29.06.1930 | AZS Warszawa | 1:0   | HKS Łódź  | 30:19 |
| 29.06.1930 | AZS Warszawa | 1:0   | HKS Łódź  | 27:21 |

## Skład drużyny mistrza Polski
AZS Warszawa: Zdzisława Wiszniewska, Alicja Piotrowska, Barbara Cegielska, Zeneida Anacka, Halina Rajska, Janina Werner.

## Klasyfikacja końcowa
| Miejsce | Drużyna      | Zwycięstwa | Sety | Punkty |
| ------- | ------------ | ---------- | ---- | ------ |
| złoto   | AZS Warszawa |            |      |        |
| 2.      | HKS Łódź     |            |      |        |